# Scooter Boys
Scooter Boys er en dansk dokumentarisk tv-serie fra 2025 om en gruppe teenagere, primært drenge, i Bjerringbro, og deres fællesskab om scooterkørsel. Tv-serien er instrueret af Jonatan Nothlev. Den består af 10 afsnit på ca. 15 minutter hver, der kunne streames på DRTV fra 5. maj 2025.

## Produktion
Tv-serien er produceret af Frau Film og Forstad Productions. Producenter var Maria Møller Christoffersen og Rasmus Ladefoged, og produktionen blev støttet af Det Danske Filminstitut, Den Vestdanske Filmpulje, Poul Due Jensens Fond (Grundfos Fonden), Film Fyn og Danmarks Radio.
Instruktøren Jonatan Nothlev udtalte i pressematerialet, at han med drengene ønskede at præsentere unge forbilleder fra arbejderklassen. Han mente, at de demonstrerede værdien ved at dyrke nære, lokale fællesskaber fremfor et ønske om at orientere sig mod de større byer og gymnasierne.

## Baggrund
Scooterdrengene i Bjerringbro skabte oprindelig en del uro i byen på grund af den støj og utryghed, de skabte. Ungdomsskolelæreren Ole Kristensen tog initiativ til at få drengene til at køre trial, og i 2023 fik de deres egne værkstedslokaler, der på en gang gav dem et samlingssted og mere ro i midtbyen.

## Handling
Tv-serien følger en gruppe unge i Bjerringbro, der er samlet i et scooterfællesskab. Der er hjulspin, styrt, drengerøvshygge og også glimt af ømhed i portrættet af drengene og de 2 piger Alberte og Emma som også er med i serien. .

## Episoder
1. Shotguns og beskidte, lyserøde negle
2. Byens bedste mekaniker
3. Ingen skal bestemme, hvad jeg skal lave!
4. Ny dreng i byen
5. Fat at du lever!
6. Scooter for evigt!
7. Shotguns og beskidte, lyserøde negle
8. Det man lærer på gaden
9. Scooter boys: Første gang vi snakkede om følelser
10. Gale sager i Bjerringbro

## Modtagelse
Filmmagasinet Ekko sammenlignede tv-serien med tidligere film om en tohjulet livsstil som Dennis Hoppers spillefilm Easy Rider fra 1969, der fik mange mennesker til at drømme om motorcykeltilværelsen, og Michael Noers gennembrudsdokumentar om knallertbanden i De Vilde Hjerter. Berlingske gav i sin anmeldelse tv-serien fem stjerner ud af seks, kaldte den bundhæderligt tv til danskere om danskere og mente, at den repræsenterede netop den form for public service, som Danmark havde brug for i en "hypermedieret" virkelighed. Også Jyllands-Posten tildelte tv-serien fem stjerner til det "fængende og gribende portræt" af en gruppe unge midtjyske drenge og piger, der hellere ville køre ræs på deres scooter og bruge deres hænder end at sidde hjemme foran skærmene.